# Алексеевка (Бузулукский район)
Алексе́евка — посёлок в Бузулукском районе Оренбургской области России. Входит в состав муниципального образования сельского поселения Елховский сельсовет.

## География
Посёлок расположен в 2 км на северо-восток от села Елховка.

## История
Основан в 1909 году украинскими переселенцами из Ополья и Поднепровья.

## Население
| 2003 | 2010 |
| ---- | ---- |
| 1    | ↗2   |

Национальный состав
По данным Всероссийской переписи населения 2010 года:
| № | Национальность | Численность, чел. | Доля  |
| - | -------------- | ----------------- | ----- |
| 1 | русские        | 2                 | 100 % |